# Ґіжинек (Мазовецьке воєводство)
Ґіжинек (пол. Giżynek) — село в Польщі, у гміні Стшеґово Млавського повіту Мазовецького воєводства.
Населення — 103 особи (2011).
У 1975-1998 роках село належало до Цехановського воєводства.

## Демографія
Демографічна структура станом на 31 березня 2011 року:
|          | Загалом | Допрацездатний вік | Працездатний вік | Постпрацездатний вік |
| -------- | ------- | ------------------ | ---------------- | -------------------- |
| Чоловіки | 53      | 14                 | 37               | 2                    |
| Жінки    | 50      | 10                 | 25               | 15                   |
| Разом    | 103     | 24                 | 62               | 17                   |